# Brittiska F3-mästerskapet 1992
Brittiska F3-mästerskapet 1992 var ett race som vanns klart av Gil de Ferran.

## Slutställning
| Plats | Förare            | Poäng |
| ----- | ----------------- | ----- |
| 1     | Gil de Ferran     | 102   |
| 2     | Philippe Adams    | 56    |
| 3     | Kelvin Burt       | 55    |
| 4     | Oswaldo Negri Jr. | 43    |
| 5     | Mikke van Hool    | 29    |
| 6     | Marc Goossens     | 28    |